# Rykle Borger
Riekele of Rykle Borger (Wieuwerd, 24 mei 1929 – Göttingen, 27 december 2010) was een vooraanstaand Nederlands en Duits assyrioloog. Hij was hoogleraar assyriologie aan de Universiteit van Göttingen in Duitsland, in het Seminar für Keilschriftforschung (Instituut voor spijkerschriftstudie). 
Borger studeerde theologie en assyriologie aan de Rijksuniversiteit Leiden vanaf 1946. Daarna werkte hij als wetenschappelijk medewerker aan de Universiteit van Göttingen (1954-1955). Na een korte periode aan de Universiteit van Wenen (1955-1957) keerde hij terug als docent assyriologie in Göttingen en promoveerde bij Wolfram von Soden. In 1962 werd hij benoemd tot hoogleraar in Göttingen; hij ging met emeritaat op 30 september 1997. Hij was lid van de Göttinger Academie van Wetenschappen vanaf 1978.
Borger was de assistent van Wolfram von Soden bij diens werk aan Das Akkadische Handwörterbuch (AHW), een fundamenteel werk in de assyriologische filologie. Zijn verdere werkzame leven was grotendeels gewijd aan het nauwgezet produceren van gedetailleerde referentiewerken die assyriologisch onderzoek mogelijk maken. 
In december 2009 verkreeg Borger de Duitse nationaliteit; hij was toen 80 jaar oud en woonde en werkte 53 jaar in Duitsland.

## Publicaties (selectie)
- 1963: Babylonisch-Assyrische Lesestücke Rome: Pontificio Istituto Biblico (2006; ISBN 88-7653-254-4)
- 1975: Handbuch der Keilschriftliteratur (3 delen)
- 1988: Assyrisch-babylonische Zeichenliste (heruitg. als Mesopotamisches Zeichenlexikon)
- 2003: Mesopotamisches Zeichenlexikon Münster: Ugarit-Verlag (2004; ISBN 3-927120-82-0)